# Latinski križ
Latinski križ je jedan od oblika kršćanskog križa, kojemu krakovi nisu jednaki. Lijevi, gornji i desni su iste dužine, dok je donji otprilike dvostruko duži od ostalih. Na latinskom ga se naziva crux capitata i crux ordinaria. Najuobičajeniji je oblik križa u zapadnoj Crkvi. Vjernike podsjeća na najveću žrtvu koju je Isus podnio za grijehe svijeta. Križ nema korpusa ("prazan"), čime ukazuje na uskrsnuće i nadu u vječni život. Petrov križ je obrnut, jer apostol Petar nije se smatrao dostojnim umrijeti kao njegov Učitelj Isus Krist, pa je od mučitelja tražio da mu križ okrenu naopako.
Latinski križ pojavljuje se u graditeljstvu u tlocrtu  većine rimokatoličkih crkava, odnosno crkava na Zapadu. Oltar se nalazi otprilike kod mjesta spajanja krakova.
Na tipkovnici je znak latinskog križa odobren kao dio Unicode stranice 1995. zbog čega bi ga svi uređaji, počevši od starijih trebali ispravno prikazati. Kao emoji može ga se proizvesti otipkavanjem :cross: .

## Vanjske poveznice
- Glas Koncila OD SRAMOTE DO ZNAKA SPASENJA Paradoks križa – najmračnija točka i najsjajnija svjetlost